# 잠바티스타 비코
잠바티스타 비코(Giambattista Vico, 1668년~1744년)는 이탈리아의 철학자이다. 역사철학의 기초를 닦았다. 별명을 조반니 바티스타(Giovanni Battista)라고 한다.
나폴리에서 출생, 철학 외에 법률·역사·언어학을 배우고 나폴리 대학에서 수사학(修辭學)의 교수가 되었고, 후에 나폴리 왕실의 사료편찬관(史料編纂官)이 되었다. 당시의 데카르트주의자가 한결같이 자연의 세계만을 주목하는 데 반대하여 인간이 만든 역사의 세계, 즉 여러 국민의 세계가 '신과학(新科學)'의 대상이 되어야 한다고 주장했다. 그래서 신화(神話)나 고대인의 언어 등 비교 연구에 의해서 인류의 공통된 본성(本性)을 파악하며, 이 공통의 본성에 따른 여러 국민의 발전에 대한 공통의 리듬을 파악하지 않으면 안 된다. 그 리듬은 야만적인 가장제도(家長制度)·귀족제도·민중제도·군주제도라는 행정(行程)이며, 또한 그 반복이다. 이와 같이 인간의 역사에는 흥륭(興隆)·성숙(成熟)·몰락(沒落)·재귀(再歸)라는 반복이 있으며 인간의 본성에 따르는 규칙성이 있다고 한 점에서 역사주의(歷史主義)라는 사고(思考)의 선구자가 되었다. 주요 저서로 <신과학(新科學)의 원리>가 있다.

## 같이 보기
- 발생반복설
- 아이제이아 벌린